# D-Back
D-Back(ディーバック)は、Windows、Macで動作するPC/iOS/Android のデータバックアップ、抽出、転送の一体型のデータ復元ソフトウェア。ソフトウェアメーカーのiMyFone Technology (アイマイフォンテクノロジー) が開発、販売している。

## 特徴
- iOS/AndroidデバイスやPCから削除、紛失、フォーマット、または破損したファイルを1つのツールで復元[1][2]。
- 完全に削除した写真、動画、メモ、通話履歴、オフィス文書、電子メール、オーディオなどを復元。
- 誤ってデータを削除、データが壊れた、操作ができない、初期化、データ紛失、文鎮化、データロック、ウイルス感染、画面が真っ黒でロック画面に進まない、等のトラブルに対応[3][信頼性要検証]。
- パソコンやHDD、SSD、SDカード、カメラなどの外付けデバイスから消えたデータを復元します。

## プラットフォーム
- Windows 11/10/8.1/8/7
- macOS 10.9 - macOS 15
- Android 7 - 15
- iOS 9 - 18

1つのアカウントで複数のデバイスやシステムにアクセス可能。

### 対応形式
- CPU - Intel、AMD CPU、1GHzまたはそれ以上

### バックアップ対応形式
- メッセージ、連絡先、写真、ビデオ、Whatsapp、Kik、Wechat、Viber、Line、メモ、通話履歴、ボイスメモ、カレンダー、リマインダー、Safari履歴